# Lulu Carter
Louise Lulu Mushama Carter Arfwedson, mest känd som Lulu Carter, ursprungligen Ann Louise Arfwedsson, född 5 april 1961 i Vänersborg, är en svensk TV-profil, inredare och författare.
Carter är bland annat känd från TV-programmet Äntligen hemma på TV 4 men har även medverkat i När & Fjärran på samma kanal. Hösten 2008 deltog hon i Stjärnor på is, men blev utröstad i första avsnittet. Hon driver det egna inredningsföretaget Lulu Carter Inredning & Design. Carter har tidigare varit marknadsförare och arbetat på reklambyrå. Hon har också varit med och tävlat i Wipeout tillsammans med sin son.

## Biografi
Lulu Carter föddes i Vänersborg som yngst av fyra syskon. Vid tre års ålder flyttade hon med sin familj till Gällivare, där hon började i en samisk internatskola som  ett av sammanlagt två icke-samiska barn i hela skolan. I sin bok Sinnliga rum beskriver hon barndomen i Gällivare som en period som präglade hennes syn på livet och blev en stor inspiration i hennes arbete som inredare.
Efter några år i Gällivare flyttade familjen till Dalarna. Där bodde de i ett hus som hade tillhört Emma Zorn. Vid 16 års ålder flyttade hon till Stockholm efter att ha praktiserat på Damernas värld.

## Privatliv
När Carter var 23 år träffade hon sin första make läkaren Peter Lennig. Äktenskapet varade i tio år och tillsammans fick de två barn. År 2000 gifte hon sig för andra gången med den australiske fotomodellen Darren Carter. Hennes tredje giftemål skedde i Marocko i oktober 2007 då hon gifte sig med Rainer Bolm. År 2010 separerade paret.
Den 13 oktober 2017 gick hon ut på Instagram och hävdade att före detta kollegan Martin Timell var TV4:s svar på den amerikanske filmproducenten Harvey Weinstein som då figurerade i en stor sexskandal. Timell ska enligt Carter ha ofredat henne. Hon har tidigare anklagat Timell för maktfullkomlighet och hotat med att anmäla honom till Diskrimineringsombudsmannen.